# Hrádek u Sušice (nádraží)
Hrádek u Sušice je železniční stanice v západní části obce Hrádek v okrese Klatovy v Plzeňském kraji nedaleko řeky Ostružné. Leží na v km 23,564 jednokolejné neelektrizované trati Horažďovice předměstí – Klatovy.

## Historie
Stanice byla vybudována státní společností Českomoravská transverzální dráha (BMTB), jež usilovala o dostavbu traťového koridoru propojujícího již existující železnice v ose od západních Čech po Trenčianskou Teplou. Dne 1. října 1888 byl zahájen pravidelný provoz v úseku z Klatov do Horažďovice předměstí, kde se napojila na trať společnosti Dráhy císaře Františka Josefa (KFJB) spojující Vídeň, České Budějovice a Plzeň. Vzhled budovy byl vytvořen dle typizovaného architektonického vzoru shodného pro všechna nádraží v majetku BMTB. V areálu nádraží bylo vystavěno též nákladové nádraží či bytové domy pro drážní zaměstnance.
Českomoravská transverzální dráha byla roku 1918 začleněna do sítě ČSD.
V roce 2018 byla provedena generální oprava výpravní budovy. Jednalo se první komplexní opravu budovy od její výstavby v roce 1888.

## Popis
Stanice je vybavena zabezpečovacím zařízeném 2. kategorie – ústřední přístroj se světelnými návěstidly. Staniční zabezpečovací zařízení je upraveno pro zavedení výluky dopravní služby, na vjezdových návěstidlech a odjezdových návěstidlech z 1. koleje pak svítí kříže neplatnosti. Jízdy vlaků v přilehlých traťových úsecích jsou zabezpečeny pomocí telefonického dorozumívání.
Stanice je standardně obsazena pouze výpravčím. Na podzim 2022 byla zaváděna výluka dopravní služby denně v 18:00, končila pak v 06:00 následujícího dne s výjimkou nedělí a svátků, kdy končila až v 08:00.

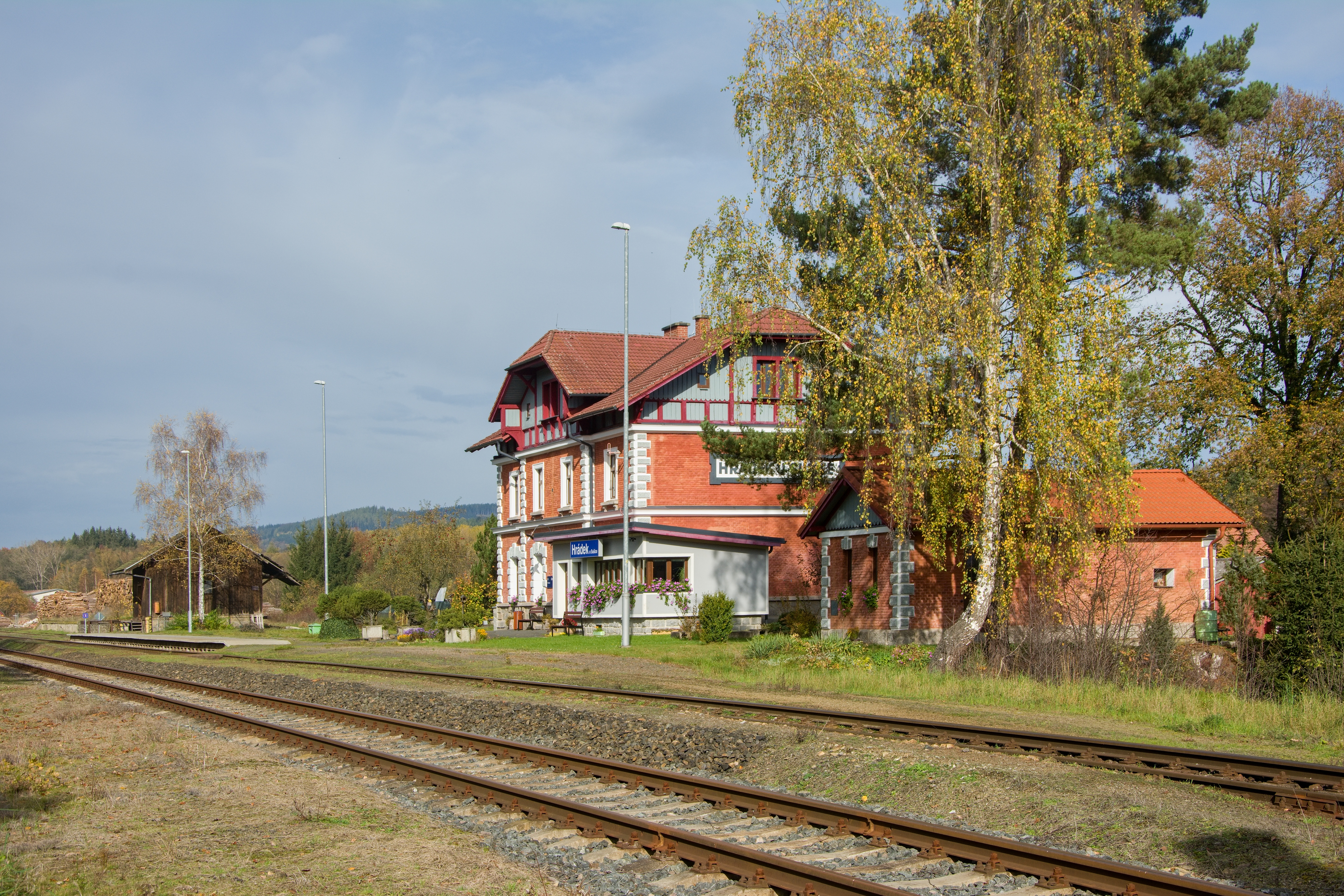
Pohled na budovu, skladiště a nástupiště

Stanice je kryta z návazných traťových úseků vjezdovými návěstidly L (od Sušice) v km 23,197, z opačného směru pak S v km 24,472. Odjezdová návěstidla jsou u všech dopravních kolejí.
Ve stanici jsou dvě dopravní koleje, u budovy je kolej č. 1 (užitečná délka 670 m), následuje kolej č. 3 (651 m). Na kolineckém zhlaví odbočuje kusá manipulační kolej č. 2 o délce 545 m. Dvě rozhodující výhybky jsou přestavovány ústředně pomocí elektromotorických přestavníků, výhybka směrem na manipulační kolej a výkolejka na této koleji jsou přestavovány ručně.
Ve stanici jsou dvě úrovňová jednostranná nástupiště: vnější o délce 60 m z betonových panelů u koleje č. 1 a vnitřní sypané u koleje č. 3. Přístup na nástupiště u koleje č. 3 je pomocí přechodu přes kolej č. 1.
Na kolineckém záhlaví se v km 24,379 nachází přejezd P904 zvaný „Hrádek - Lešišov“, kde trať kříží místní komunikace. Přejezd je zabezpečen světelným přejezdovým zabezpečovacím zařízením bez závor.